# Junis Brutus
Els Junis Brutus (en llatí: Iunii Bruti) varen ser una branca plebea de la gens Júnia. Els seus membres varen assolir en diverses vegades el consolat, dels primers anys de la República fins al segle i aC, quan s'extingiren.
El primer de portar aquest cognom va ser Luci Juni Brutus, el fundador de la República de Roma i el primer Juni conegut. Els antics, però, no estaven d'acord si els Junis Brutus descendien d'ell o no: en primer lloc, perquè el cònsol era patrici, i els Junis Brutus eren plebeus; i, en segon lloc, perquè, segons el relat, la seva nissaga s'extingí amb la mort dels seus dos fills, Tiberi i Tit Juni Brutus. Posidoni, a tall d'exemple, mira de superar aquest impediment amb l'existència d'un tercer fill, un relat clarament interessat a justificar el vincle entre el fundador de la República i un dels líders del partit que la volia salvar de la tirania, Marc Juni Brutus. En qualsevol cas, i tenint en compte que tota la història que envolta Luci Juni Brutus és fantasiosa, no és impossible que el vincle fos real, atès que no era impossible que una família patrícia esdevengués plebea, o fins i tot davant la possibilitat que, al començament, el consolat fos compartit per un patrici i un plebeu.
En llatí, brutus significa principalment 'estúpid, deficient', i segons la llegenda, Luci Juni era anomenat Brutus perquè eludí la repressió tirànica de Tarquini el Superb fingint idiòcia. Aquesta narració, naturalment, sorgí per explicar el cognom d'un personatge tan il·lustre, i, en realitat, és més raonable que s'hagi d'interpretar amb l'accepció 'pesant, greu', semblantment al cognom Sever. Altrament, també s'ha proposat una connexió amb els brutis, un poble de la Itàlia meridional.

## Personatges cèlebres
Entre els personatges més importants de la família hi ha:
- Luci Juni Brutus, instaurador de la República, cònsol romà l'any 509 aC
  - Tiberi Juni Brutus, fill de l'anterior
  - Tit Juni Brutus, germà de l'anterior
- Luci Juni Brutus, tribú de la plebs el 493 aC, possiblement una duplicació del primer
- Dècim Juni Brutus Esceva, cònsol el 325 aC
- Gai Juni Bubulc Brutus, cònsol els anys 317, 313 i 311 aC, i dictador els anys 312 i 302 aC
- Dècim Juni Brutus Esceva, cònsol el 292 aC
- Gai Juni Bubulc Brutus, cònsol els anys 291 i 277 aC
- Dècim Juni Brutus, triumvir coloniae deducendae el 194 aC
- Publi Juni Brut, tribú de la plebs el 195 aC
- Marc Juni Brutus, cònsol el 178 aC, germà de l'anterior
  - Dècim Juni Brutus Galaic, cònsol el 138 aC, fill de l'anterior
    - Luci Juni Brutus Damasip, pretor el 82 aC; adoptat per un membre de la gens Licínia, fou el pare de Publi Licini Cras Junià
    - Júnia, mare de Gai Claudi Marcel, espòs d'Octàvia Menor
    - Dècim Juni Brutus, cònsol el 77 aC
      - Dècim Juni Brutus Albí, company de Cèsar en la Guerra de les Gàl·lies, combaté al seu costat a la Segona Guerra Civil; posteriorment canvià de bàndol i participà en el seu assassinat. Morí durant la Tercera Guerra Civil.

  - Marc Juni Brutus, jurista i escriptor, germà del Galaic
    - Marc Juni Brutus l'Acusador, jurista i orador molt atacat per Ciceró
- Marc Juni Brutus, pretor el 88 aC, proscrit per Sul·la; de filiació desconeguda, potser fill de l'anterior
- Marc Juni Brutus, tribú de la plebs el 83 aC, assassinat per Pompeu el 77 aC; de filiació desconeguda, potser fill de l'Acusador, o bé de l'anterior
  - Marc Juni Brutus el Tirannicida, membre del partit republicà, fou derrotat a la Segona Guerra Civil i perdonat per Cèsar; més endavant, participà en l'assassinat de Cèsar i fou derrotat finalment a la Tercera Guerra Civil pels cesarians, Octavià i Marc Antoni; se suïcidà després de la batalla de Farsàlia.